# Alessandro Ciarrocchi
Alessandro Ciarrocchi (Winterthur, 3 gennaio 1988) è un ex calciatore svizzero, di ruolo attaccante.

## Caratteristiche tecniche
Soprannominato Bobo, è stato un Centravanti alto e forte fisicamente, che si distingueva per l'abilità nel gioco di sponda per i compagni. È sempre stato molto amato dai tifosi delle squadre in cui ha giocato, soprattutto da quelli del Chiasso (per il quale è stato un vero e proprio "idolo"), non tanto per i suoi gol ma per il suo spirito di sacrificio e la grinta mostrata in campo.

## Carriera

### Club
Debutta in prima squadra nella stagione 2005-2006, con la maglia del Winterthur, con cui mette a segno una rete in due partite di Challenge League svizzera. Nell'estate 2006 approda in Italia, al Piacenza, in serie B: nella sua prima stagione, chiuso da Daniele Cacia, Alessandro Pellicori e Lucas Simón non scende mai in campo con la prima squadra. Tuttavia viene impiegato regolarmente con la formazione Primavera, con cui partecipa al Torneo di Viareggio 2007 arrivando fino ai quarti di finale: nella manifestazione gioca 4 partite mettendo a segno 2 reti.
Nella stagione successiva esordisce in prima squadra, dapprima in Coppa Italia contro la Reggina, e quindi in campionato, nella vittoriosa trasferta di Vicenza, nella quale propizia l'autorete del vicentino Fissore.
Nella sessione invernale del calciomercato, dopo gli acquisti di Alessandro Tulli e Zlatko Dedič, viene ceduto in prestito alla Pistoiese, in Serie C1, per acquisire esperienza. Con i toscani disputa 10 partite, senza trovare la via della rete, ma festeggiando la salvezza dopo i playout. Rientrato al Piacenza, viene nuovamente girato in prestito, questa volta al Bellinzona, militante in Super League. Disputa 20 partite nel massimo campionato elvetico, realizzando un gol e convincendo il Bellinzona a riscattarlo dal Piacenza a fine stagione.
Nelle stagioni successive viene impiegato frequentemente nell'attacco della formazione ticinese, mettendo a segno un massimo di 14 reti nella Challenge League 2011-2012. Lascia il Bellinzona nell'agosto 2013, quando firma un contratto annuale con il Chiasso, anch'esso militante in Challenge League. Nella stagione successiva torna nella massima serie elvetica con il Köniz, e in seguito milita nuovamente in Challenge League i nuovo con il Chiasso e con l'Aarau. Al termine della stagione 2021-2022, decide di appendere le scarpette al chiodo e di entrare nello staff tecnico della sua ultima squadra, il Rapperswil-Jona, in qualità di osservatore.

### Nazionale
Dopo aver militato nelle nazionali giovanili svizzere, esordisce nella Nazionale Under 21 il 10 febbraio 2009, nella sconfitta in amichevole per 3-1 contro i pari età del Portogallo. Realizza il suo primo gol con la maglia rossocrociata nella vittoria esterna per 4-1 sull'Estonia, il 9 ottobre 2009.